# قصی هاشم
قصی هاشم (انگلیسی: Qusay Hashim؛ زادهٔ ۱ ژوئیهٔ ۱۹۷۶) بازیکن سابق و مربی فوتبال اهل عراق است.
وی همچنین در تیم ملی فوتبال عراق بازی کرده‌است.